# فانکی هاوس
فانکی هاوس (به انگلیسی: Funky house) زیرسبکی از موسیقی هاوس است که با استفاده از صداهای سبک فانک، بیس‌های الهام گرفته شده از موسیقی فانک، یا تأثیراتی از موسیقی سول و ترکیب این عناصر با الهام‌هایی از درام‌های شکستهٔ قطعات فانک تولید شده در دهه‌های ۱۹۷۰ و ۱۹۸۰ ساخته می‌شود. فانکی هاوس از صداها و تکنیک‌های به خصوصی استفاده می‌کند که در نحوهٔ تولید بیس‌لاین‌ها، استفاده از صداهای محوشونده‌ای با فرکانس بالا (swooshes & swirls)، و دیگر صداهای تولید شده با سینث‌سایزرها که با تندای ۱۲۸ ضرب بر دقیقه، به این سبک فضایی هیجان‌انگیز و تحرک‌آور می‌بخشند، مشهود هستند.
فانکی هاوس با آلبوم‌های تلفیقی اختصاصی در این سبک که توسط ناشرهایی همچون دیفکتد رکوردز، مینیستری آو ساند، هد کندی و فیرس آنجل منتشر می‌شوند، نزد عموم مخاطبان به محبوبیت دست یافته‌است.

## تاریخچه

### دههٔ ۲۰۰۰
این سبک در ابتدا و میانهٔ دههٔ ۲۰۰۰ محبوبیت و موفقیت‌های زیادی کسب کرد.

### دههٔ ۲۰۱۰ تاکنون
با افزایش دوبارهٔ علاقهٔ مخاطبان به سبک‌های فانک و دیسکو در اوایل دههٔ ۲۰۱۰، نام سبک فانکی هاوس غالباً مورد استفادهٔ اشتباه قرار گرفت. هنرمندان معاصر به تولید قطعات موسیقی هاوس با استفاده از صداهای فانک و دیسکو می‌پرداختند، در حالی که فضای کلی و مشخصه‌های اصلی این قطعات با سبک اصلی موسیقی هاوس برابری می‌کرد. این نوع موسیقی که سبکی توسعه‌یافته از سبک هاوس بود، معمولاً با نام فانک هاوس شناخته می‌شد؛ در حالی که با سبک فانکی هاوس و عناصر به کار رفته در آن ارتباطی نداشت.